# 第二地区

第二地区（英语：Administrative Zone 2）是埃塞俄比亚阿法尔州的五个地区之一，南邻第一地区，西南为第二地区，西接提格雷州，东北望厄立特里亚，首府阿巴拉（又名施科特）。